# Pedro de Gamboa

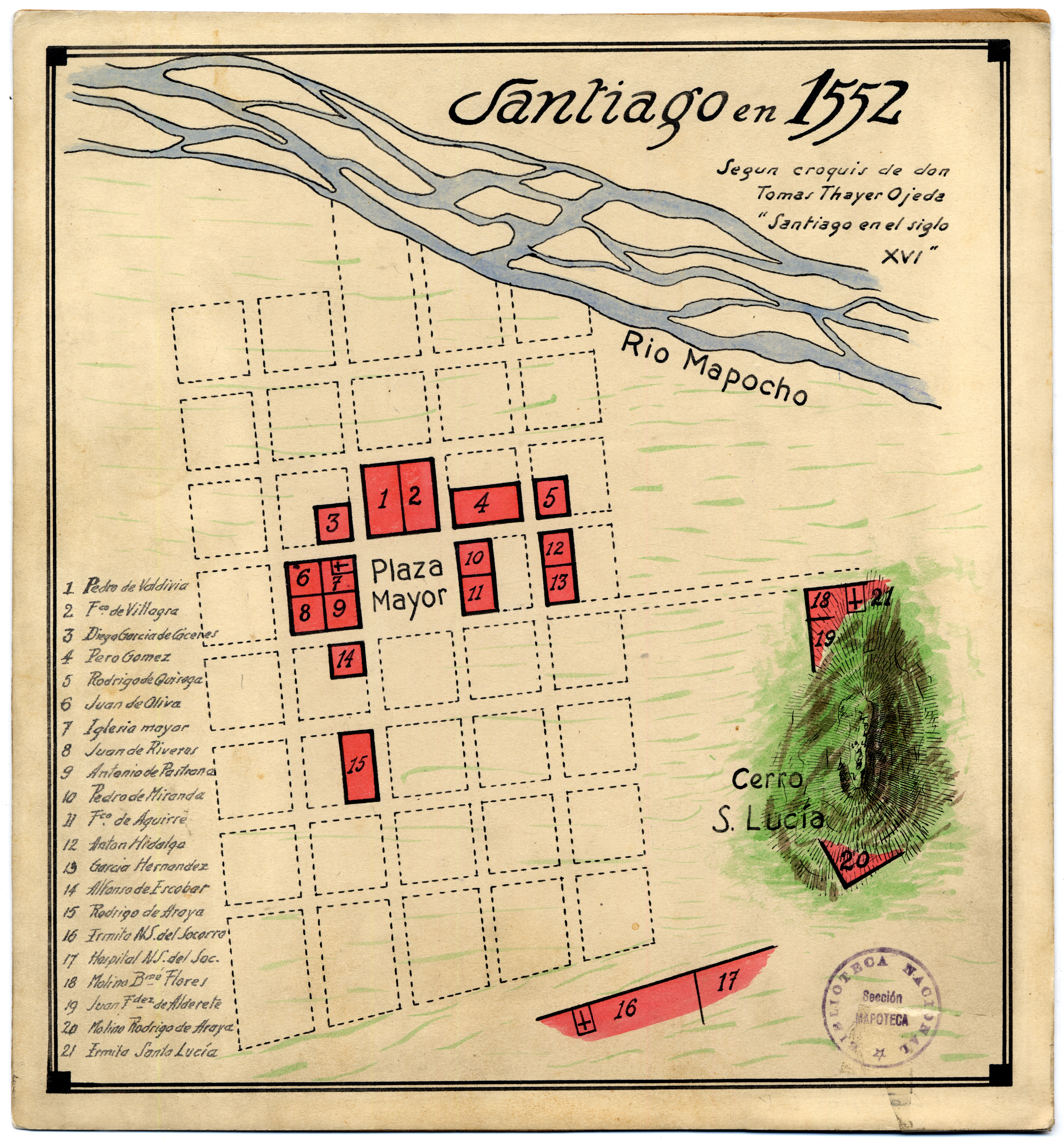
Plano de Santiago de Chile en 1552, cuyas calles trazó Pedro de Gamboa en 1541.

Pedro de Gamboa (1512-1552) fue un maestro de obras y alarife español que desarrolló parte de su trabajo en América.
Hijo de Juan Gamboa y María Iriarte, naturales de la localidad vizcaína de «Elgorrieta», llegó a Chile en la expedición de Pedro de Valdivia. Como alarife y  «trazador de ciudades», trabajó en Santiago, donde fue responsable del diseño con forma de tablero de ajedrez de la ciudad, en el año 1541. Fue amigo de Inés Suárez, la primera mujer española que arribó a Chile y se estableció en Santiago.[cita requerida]